# 唐麗球
唐麗球（英語：Joan Tong Lai Kau，1964年6月16日—），綽號“波波”，1984年參與香港小姐競選奪得季軍。她的姨甥女嘉碧儀是2002年度香港小姐競選最後5強。

## 背景
唐麗球祖籍浙江寧波，有四名胞兄胞姊，父親是一名海員。她在香港出生，早年居住在九龍尖沙咀金巴利道的唐樓，曾就讀格致書院（小學部及中學部），畢業於地利亞修女紀念學校（尖沙咀山林道及觀塘）。在校時精於中國歷史科而拙於數學科，參與過校內合唱團、話劇組、排球、籃球及辯論活動。1981年中五畢業後到油麻地明愛白英奇專業學校修讀兩年制公共關係文憑課程。在學期間透過同學親戚關係加入施露華模特兒中心，當上廣告模特兒。未幾於1984年由模特兒公司推薦參與香港小姐競選，並獲得季軍。同年因同屆香港小姐佳麗馬倩衡超齡而代替她到英國參加世界小姐競選。其後簽約為無綫電視藝人，且參演劇集和以青少年大使身份主持青少年節目。
但是，由於電視台拒絕加薪，唐麗球便於1987年6月合約完結後，隨藝能經紀人公司經理人張國忠到台灣發展。1989年再次回港繼續其演藝事業，加入亞洲電視。另一方面參演電影，曾在馬來西亞拍攝劇集錄影帶。1990年與友人於尖沙咀開設美容店。1991年開設一間專門供應室內設計飾品的店舖。1995年又與名模經理人麥康妮合組小型製作公司。直至2000年代初因結婚而息影。現活躍於慧妍雅集慈善活動。她曾在2001年與友人合資經營CMM模特兒公司。

## 個人生活
唐麗球自1985年開始與杜德偉交往兩年，最後分手收場。之後在1993年與藝人吳毅將拍拖，在2003年結婚。兩人婚後育有一女。

## 演出作品

### 電視劇（無綫電視）
| 年份   | 劇名                     | 角色       |
| 1985年 | 中四丁班                 | 中四女學生 |
| 1985年 | 楊家將                   | 碧蓮公主   |
| 1986年 | 神勇CID                  | 馬思敏     |
| 1986年 | 小島風雲                 | 柳小眉     |
| 1986年 | 城市故事                 | 美琪       |
| 1986年 | 哥哥的女友（台慶單元劇） | 鍾子欣     |

### 電視劇（亞洲電視）
| 年份   | 劇名           | 角色     |
| 1989年 | 生娘不及養娘大 |          |
| 1989年 | 望父成龍       | 李家兒   |
| 1990年 | 鴻運迫人來     |          |
| 1990年 | 發達智多星     | 王安妮   |
| 1991年 | 八婆會館       | 賈玉芬   |
| 1994年 | 岳飛傳         | 完顏彩雁 |

### 電影（1980年代）
| 年 份  | 片 名          | 角 色      | 備註             |
| 1988年 | 標錯參         | 歪妹       | 客串，台：綁錯票 |
| 1988年 | 吉屋藏嬌       | 丫鬟阿芝   |                  |
| 1988年 | 最佳損友       | Happy      |                  |
| 1988年 | 最佳損友闖情關 | Happy      | 客串             |
| 1988年 | 褲甲天下       | 阿富的妹妹 | 客串             |
| 1988年 | 愛的逃兵       |            |                  |
| 1988年 | 江湖接班人     | 吳天真     |                  |
| 1989年 | 福星闖江湖     | Mina       |                  |
| 1989年 | 壯志雄心       | 唐淑儀     |                  |
| 1989年 | 富貴兵團       | 護士       |                  |

### 電影（1990年代）
| 年 份  | 片 名               | 角 色      | 備註                |
| 1990年 | 脂粉雙雄            |            |                     |
| 1990年 | 安樂戰場            | 林秀麗     |                     |
| 1990年 | 捉鬼合家歡2麻衣傳奇 | 芙蓉       | 台：五鬼運財2人鬼戀 |
| 1991年 | 五虎將之決裂        |            |                     |
| 1991年 | 莎莎嘉嘉站起來      |            |                     |
| 1992年 | 越軌迷情            |            |                     |
| 1993年 | 情陷珠江橋          |            |                     |
| 1993年 | 臥底風雲            |            |                     |
| 1993年 | 梟雄未路            |            |                     |
| 1993年 | 魔鬼情人            |            |                     |
| 1993年 | 夢斷危情            |            |                     |
| 1994年 | 新邊緣人            |            |                     |
| 1995年 | 狂情殺手            |            |                     |
| 1997年 | 夜半2點鐘           |            |                     |
| 1998年 | 勇探                |            |                     |
| 1999年 | 陽光警察            | 高級女督察 |                     |
| 2001年 | 女人那話兒          |            |                     |

### 節目主持（無綫電視）
- 1984年：世界小姐競選[32]
- 1985年至1986年：動向索引[33]
- 1985年至1986年：青春前線[33]

### 其他演出
- 1984年：歡樂滿東華[32]
- 1987年：亞洲小姐競選（表演嘉賓）[34]
- 1990年：創業獻光華（於「最胖一個皇帝」環節中飾演皇后、亞洲電視台慶特輯）[35]

### 音樂錄像
- 譚詠麟：《酒紅色的心》《卡拉永遠OK（國語）》

### 節目嘉賓
- 1984年：K-100（無綫電視）[36]
- 1987年：下午茶（亞洲電視）[37]
- 1990年：輕鬆半點鐘（亞洲電視）
- 2013年：食德好．最佳女煮角（有線電視）
- 2018年：喜出望外（奇妙電視）
- 2020年：開工大吉77（香港開電視）
- 2021年：We Miss Hong Kong香港小姐競選準決賽（無綫電視）
- 2022年：2022香港小姐競選：小城美誌（無綫電視）

## 廣告
- 1981年：好立克
- 1984年：大家樂快餐店
- 1985年：快圖美
- 樂聲牌風筒

## 外部連結
- 唐麗球的Facebook專頁
- 唐麗球在香港影庫上的簡介

| 前任： 李月芙 | 香港小姐競選季軍 1984年 | 繼任： 王愛倫 |